# 雅达利7800
雅达利7800（Atari 7800，全称Atari 7800 ProSystem）是雅达利公司（Atari Corporation）在1986年1月官方发售的家用游戏机。因为最初宣称雅达利7800会在1984年5月发行，取代雅达利有限公司的雅达利5200，但公司销售导致全面发售被搁置，所以最初1986年首发有时稱为“重新发行”。1986年1月，雅达利7800重新发行并在是年与NES和世嘉Master System竞争。机器使用简单的数字式摇杆，几乎完全向下兼容雅达利2600，是首个无需附加模块便可向下兼容的游戏机。机种售价为多数人可以负担的140美元。
雅达利7800在2009年獲IGN选为史上最佳电子游戏机第17位。他们将此机种调整为低顺位（虽然在雅达利主机中是除2600外最高的）并简短评论：“它的延时发售，它的周边设备取消，以及缺乏公司新持有者的财政支持，全部合起来让雅达利7800除了以令人吸引的方式玩雅达利2600作品外，没有看到任何成功”。

## 图集

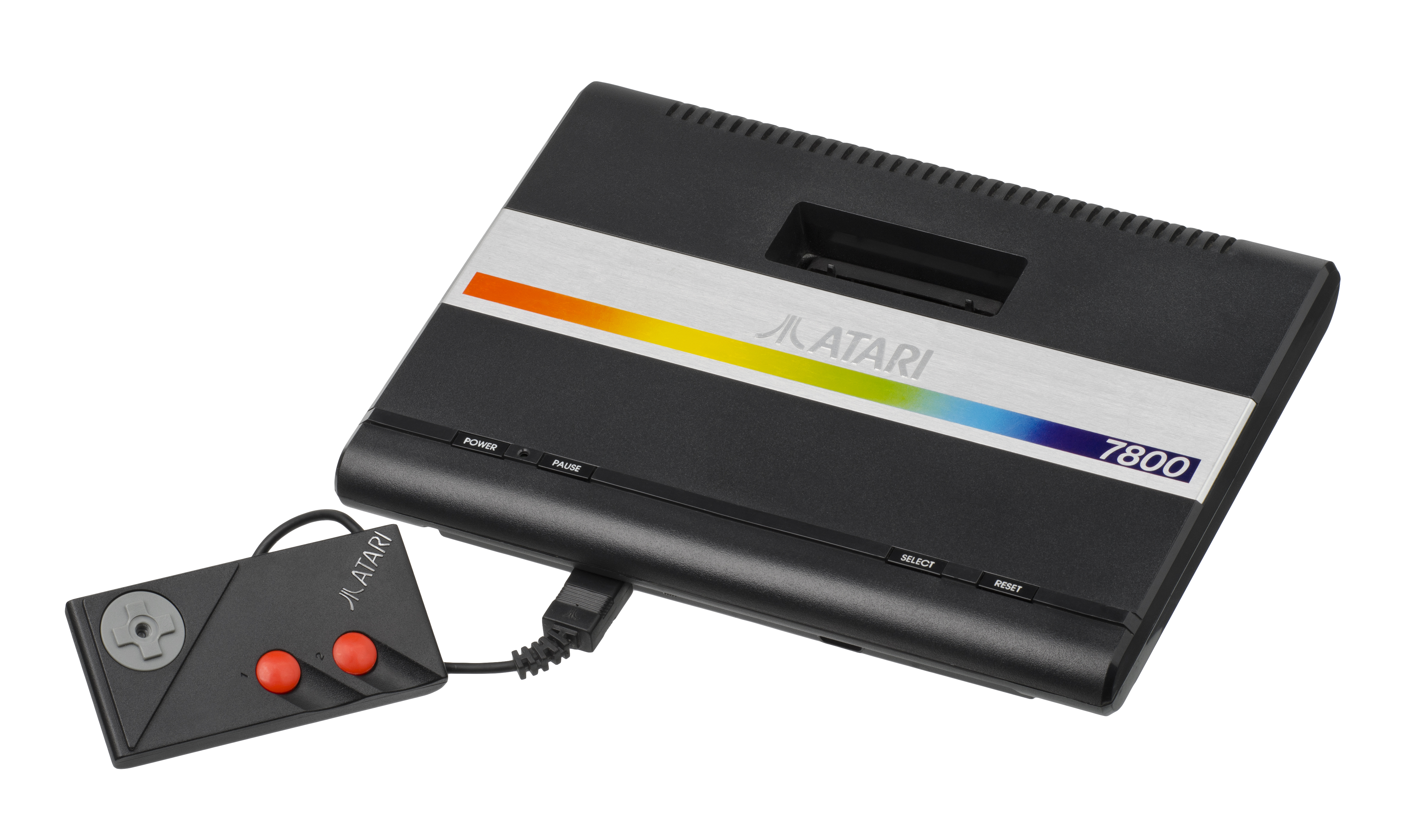
欧洲版本的7800与CX-78控制器
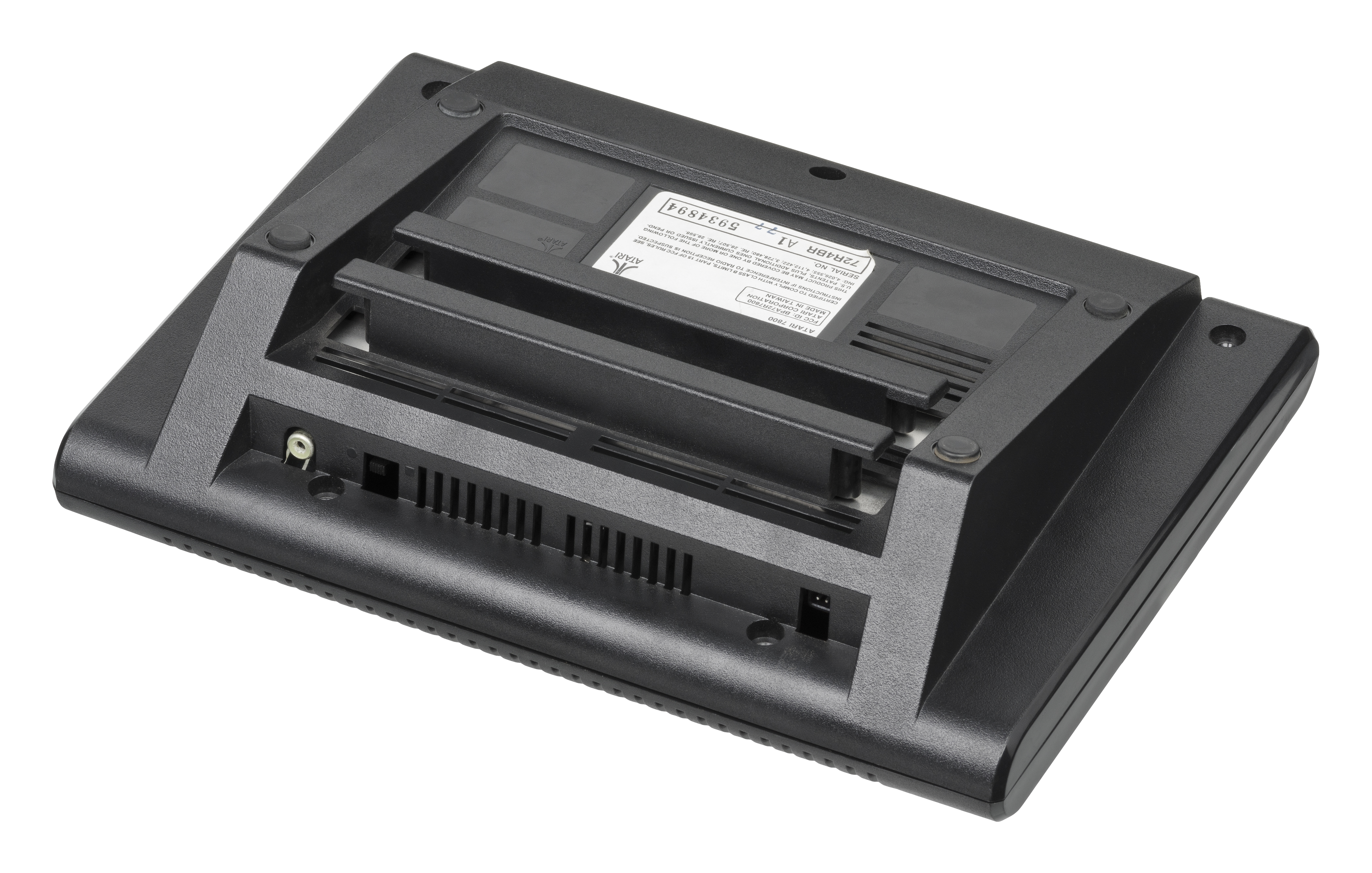
7800的底部
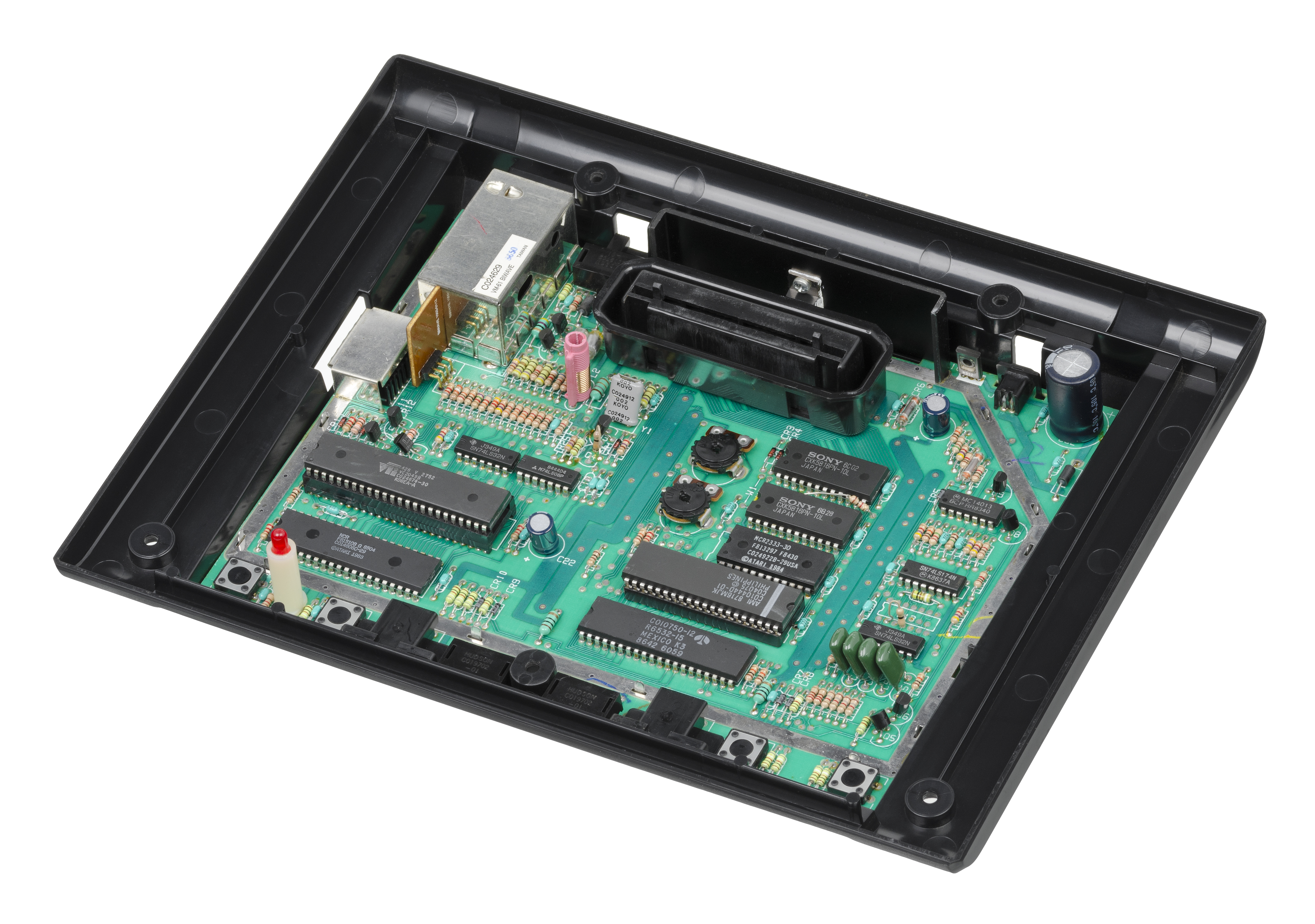
7800的拆解图
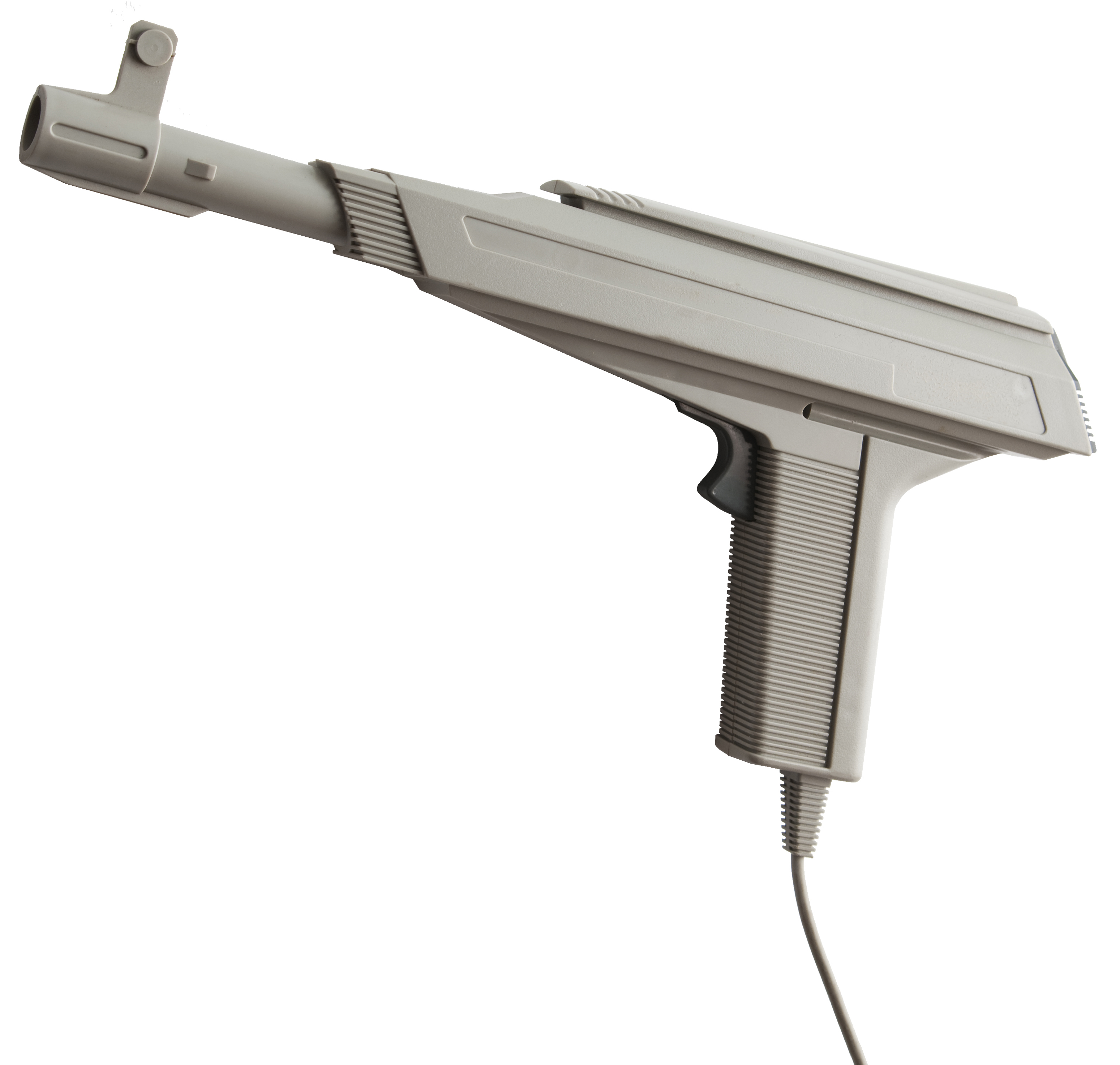
XG-1光线枪
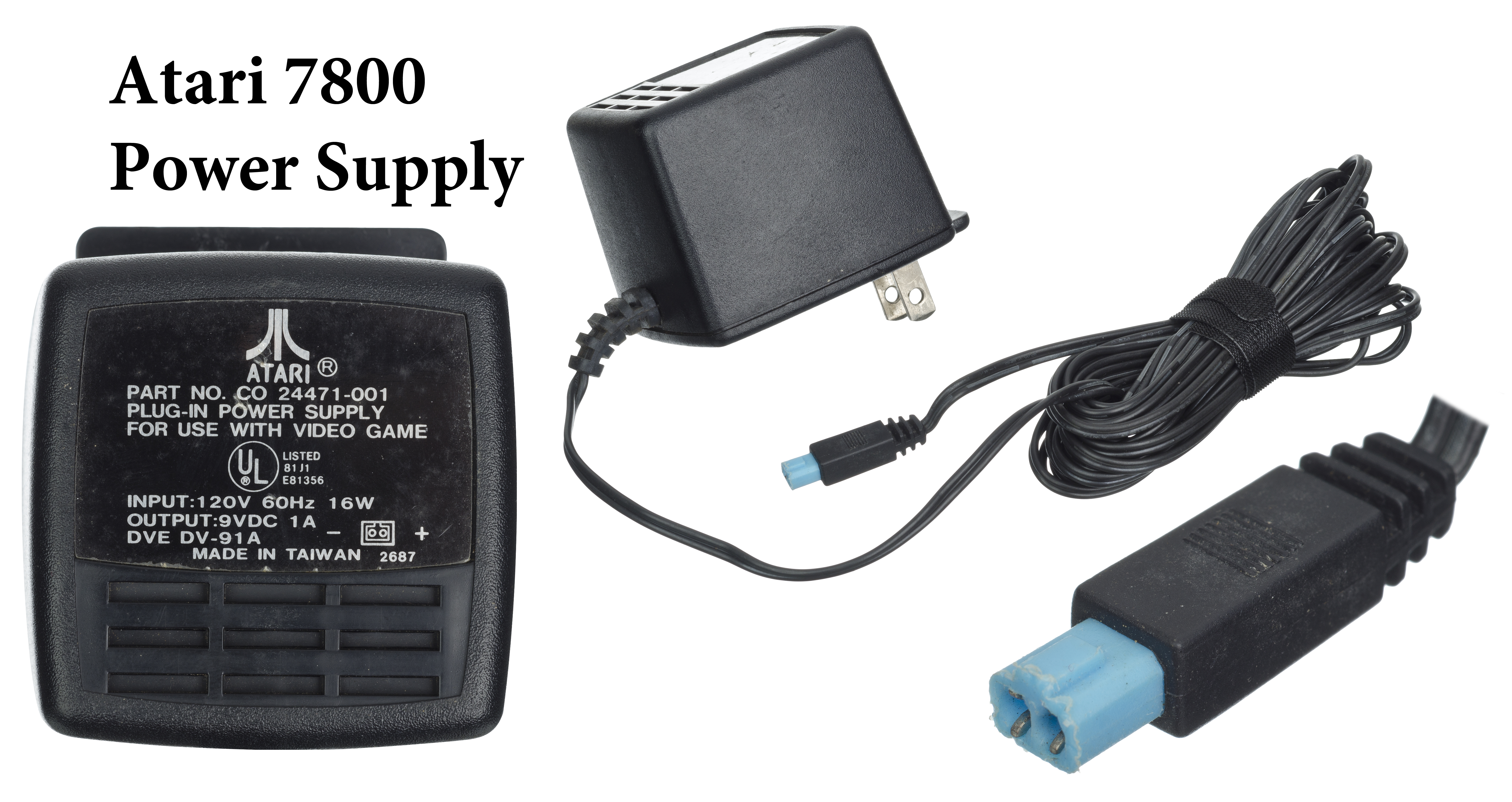
7800的电源

## 脚注
1. ↑  Patterson, Shane; Brett Elston. . GamesRadar.   [1 April 2011]. （原始内容存档于2020-10-31）.
2. ↑  . IGN.   [2025-02-27].
3. ↑  . AtariAge.   [2025-02-27]. （原始内容存档于2013-05-10）.
4. ↑  . IGN.   [2025-02-27].